# Йоан (консул 456 г.)
Флавий Йоан (на средногръцки: Φλάβιος Ίωάννης, на латински: Flavius Iohannes) е политик на Източната Римска империя през V век.
През 456 година Йоан e консул на Изтока заедно с Флавий Варан.
На Западната Римска империя консул е император Авит.